# Melting pot

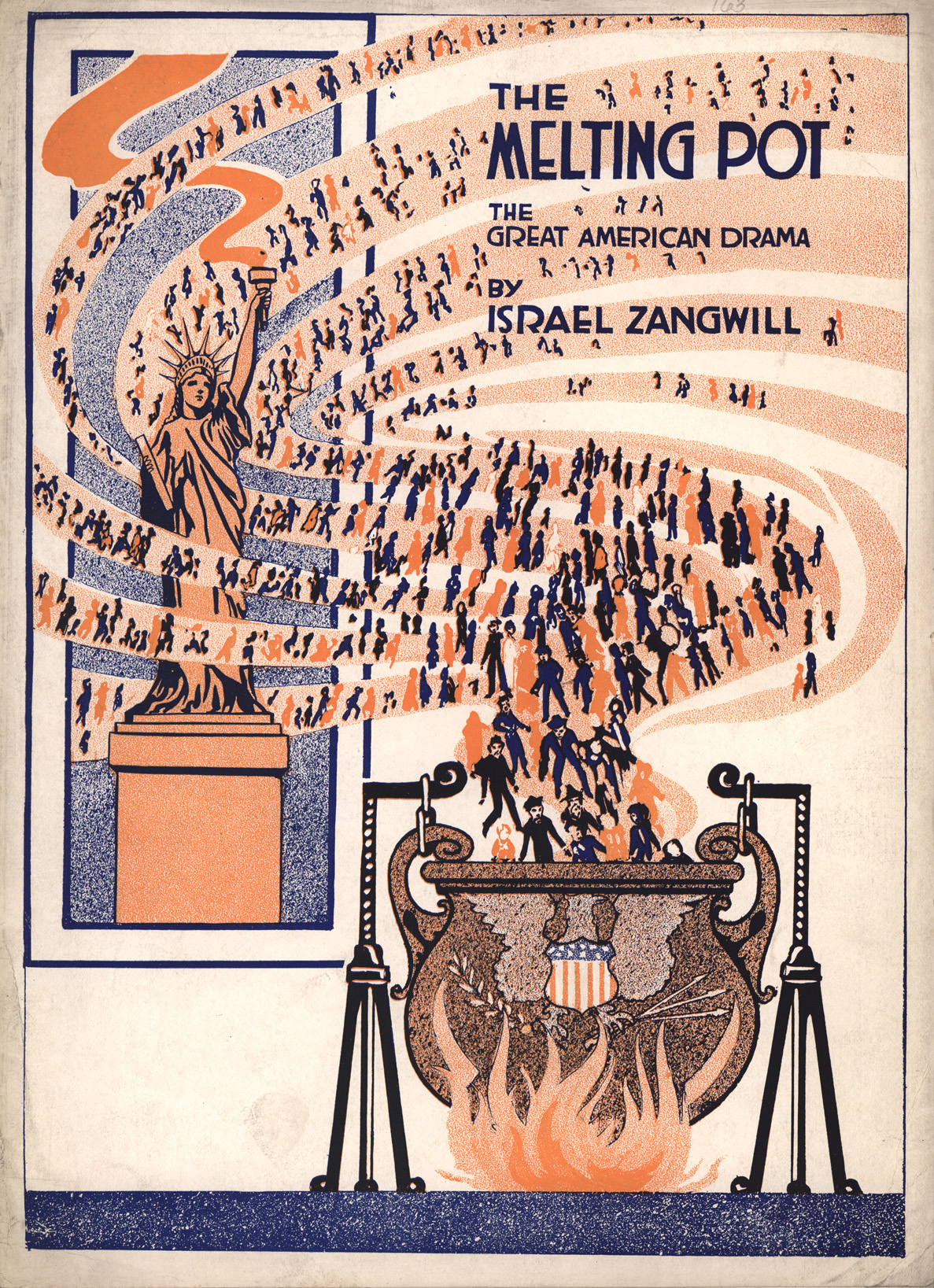
Plakát divadelní hry The Melting Pot

Melting pot (česky doslova „tavicí kelímek" nebo "tavicí kotlík“) je termín dvou významů.
1. Keramická nádoba určená do pece k tavení rudy či kovů a jejich a slévání.
2. V přeneseném slova smyslu metafora a hypotéza pro stav, kdy se heterogenní společnost stává více homogenní a její rozdílné prvky či rysy se v přeneseném smyslu „přetavují“ a pojí v jeden harmonický celek. Tento výraz je používán zejména k popsání asimilace imigrantů, kteří přišli do Spojených států a byl popularizován divadelní hrou Israele Zangwilla The Melting Pot z roku 1908.
V teorii je tento výraz také spjat s třemi stupni intenzity mísení lidí. Jedná se o commercium (obchod), commensalitas (společné stravování) a v neposlední řadě také connubium (manželství).

Vhodnost asimilace a model melting pot je zpochybňován multikulturalismem, podle něhož jsou kulturní rozdílnosti v rámci společnosti cenné a měly by být zachovány. Zároveň navrhuje alternativní metaforu či hypotézu pro melting pot, a to „salátovou mísu“ (anglicky: salad bowl), ve které se rozličné kultury mísí, avšak zároveň zůstávají odlišné.